# 東市篤憲
東市 篤憲（とうし あつのり、1976年9月5日 - ）は、映像を軸にした空間演出、インスタレーション、ミュージック・ビデオやCMなどの演出を手がける日本の映像ディレクター／プロデューサー。A4A代表取締役。

## 来歴
1976年、神奈川県に生まれ、千葉県船橋市育ち。
CM制作会社、東北新社のグループ会社である二番工房に就職。AUBE（梨花）、MAZDA（RX−8、ATENZA）、FOMA（docomo）などの100本以上のCMを制作。CM制作時代、丹修一氏を師と仰ぐ。
2007年1月、WOWincに入り、CGやインタラクティブ、空間演出、デジタル全般の知識を学び、広告やインスタレーション（トルコの建築設計事務所tabanlioglu architectsのエキシビジョン、NIKE表参道でのオープニングインスタレーションなど）を制作した。
2011年5月、A4Aincを立ち上げる。名前の由来は、Artist for Artist。
演出家として、映像、メディアアートやテクノロジーを使った様々なデジタルの演出とCG制作を得意とするが、ぼくのりりっくのぼうよみ「sub/objective」（2016年春映画化予定。）のような役者の心情を切り取ったような描写もあり、表現力の幅があり、時にはプロデューサーとしても動くことができる演出家。
初音ミク＋渋谷慶一郎のオペラ「THE END」のクリエイティブディレクター、プロデューサー、興行主を務め、ルイ・ヴィトンとの初音ミクとのコラボレーションや、パリのシャトレ座にトレーラーをもって交渉しパリ公演を成功させる。
以後、様々な映像制作、CG制作、空間演出、ステージ演出、インスタレーション、広告を手がけているが、ミュージックビデオの演出は2013年の小南泰葉「やさしい嘘」が初監督作品であり、3作目にしてその才能を音楽プロデューサーに認められ、BUMP OF CHICKENの「ray」の監督に抜擢されている。
BUMP OF CHICKENの2016年2月10日にリリースされたアルバム「Butterflies」では、アルバムジャケット・アーティスト写真・雑誌広告・「Butterfly」MVなどトータルでクリエイティブを担当している。
2016年2月28日、「SPACE SHOWER MUSIC AWARDS」で「BEST VIDEO DIRECTOR（もっとも優れたミュージックビデオディレクターに授与される賞）」を受賞。

## 主な作品

### 映像作品

#### ミュージックビデオ
- [ALEXANDROS]
  - SNOW SOUND
- Aqours
  - DREAMY COLOR
  - 永久hours
- INABA／SALAS
  - AISHI-AISARE
  - Demolition Girl
- VAMPS
  - EVANESCENT
- Uru
  - フリージア
  - しあわせの詩
- AKB48
  - 伝説の魚
  - 誰のことを一番 愛してる？ (坂道AKB)
  - 国境のない時代 (坂道AKB)
  - 初恋ドア (坂道AKB)
  - 月と水鏡 (横山由依) - プロデュース
  - 君がいなくなる12月 (横山由依) - プロデュース、編集
- Awesome City Club
  - アウトサイダー
  - Don't Think, Feel
  - 今夜だけ間違いじゃないことにしてあげる
- 倉木麻衣
  - YESTERDAY LOVE
- GLAY
  - JUST FINE
- ゲスの極み乙女。
  - 両成敗でいいじゃない。
  - オトナチック
  - 影ソング
- 欅坂46
  - 音楽室に片想い
  - Nobody
- 小南泰葉
  - やさしい嘘
- CTS feat.初音ミク
  - 千本桜
- sympathy
  - さよなら王子様
  - 泣いちゃった (4人ver.)
  - 深海
- Superfly
  - 黒い雫
  - 99
- DADARAY
  - WOMAN WOMAN
- ねごと
  - DANCER IN THE HANABIRA
- 乃木坂46
  - 君に贈る花がない
  - Wilderness world
  - ごめんねFingers crossed
  - 歳月の轍
  - Actually...(齋藤飛鳥・山下美月　ダブルセンターVer.)
  - 価値あるもの
  -  Under’s Love (CDとして)
  - 悪い成分 (CDとして)
  - 心にもないこと
  - 思い出が止まらなくなる
  - 夏桜
- HaKU
  - dye it white
- BUMP OF CHICKEN
  - ray
  - ray feat.HATSUNE MIKU
  - Hello,world! (番場秀一監督との共作)
  - Butterfly
  - 宝石になった日
  - アリア
  - GO
  - リボン
  - 記念撮影(リリックビデオ)
  - 記念撮影
  - シリウス
  - 話がしたいよ
  - Spica(リリックビデオ)

- flumpool
  - 夜は眠れるかい?
- ぼくのりりっくのぼうよみ
  - sub/objective
  - CITI
  - SKY's the limit
- ポルカドットスティングレイ
  - エレクトリック・パブリック
- My Hair is Bad
  - 復讐
- 三浦春馬
  - Night Diver
- ミオヤマザキ
  - メンヘラ -2019ver-
- みみめめMIMI
  - candy magic
- miwa
  - We are the light
- 蟲ふるう夜に
  - スターシーカー
- 夢みるアドレセンス
  - サマーヌード・アドレセンス
- LAGOON
  - 僕たちの毎日が永遠になる。
- ラストアイドル
  - 愛しか武器がない
  - 何人(なんびと)も
- Reol
  - ウテナ
- ReN
  - Life Saver
- 和楽器バンド
  - なでしこ桜
- milet
  - Fire Arrow
  - Tell me
- ONE OK ROCK
  - Renegades
- つりビット
  - 不思議な旅はつづくのさ

#### コンサート演出
- BUMP OF CHICKEN feat.HATSUNE MIKU「ray」「WILLPOLIS 2014 東京ドーム公演」（2014年7月31日） - 東京ドームでの初音ミクとの共演演出と映像を手掛けている。
- 欅坂46「欅坂46 3rd YEAR ANNIVERSARY LIVE 日本武道館公演」（2019年5月9日～5月11日）- 映像演出

#### その他
- 乃木坂46 井上和 個人PV「One Day Session 001」